# Mary Douglas
Dame Mary Douglas DBE (geb. Margaret Mary Tew; * 25. März 1921 in San Remo, Italien; † 16. Mai 2007 in London) war eine britische Sozialanthropologin.

## Leben
Mary Douglas’ Vater arbeitete in der britischen Kolonialverwaltung in Burma, sie selbst wuchs bei ihren Großeltern in Südengland auf, wo sie eine Klosterschule besuchte.
Während des Zweiten Weltkriegs arbeitete sie als Staatsbeamtin in Belgisch-Kongo. Von 1946 bis 1951 studierte sie am Oxford Institute of Social Anthropology bei Edward E. Evans-Pritchard und Franz Baermann Steiner.
1949/50 und 1953 war sie für Feldforschungsaufenthalte in Belgisch-Kongo bei den Lele. Unmittelbar nach ihrer Promotion im Jahre 1951 heiratete sie den konservativen Politiker James Douglas und bekam ihr erstes von insgesamt drei Kindern. Im selben Jahr wechselte sie an das University College London, wo sie in den folgenden 25 Jahren lehrte. 1974 wurde sie in die American Academy of Arts and Sciences gewählt.
Zwischen 1977 und 1981 war sie für die Russell Sage Foundation in New York tätig. Von 1981 bis zu ihrer Emeritierung Ende der 1980er-Jahre hatte sie eine Professur an der Northwestern University (Chicago) inne. 1989 wurde sie Mitglied (Fellow) der British Academy. 1994 wurde sie von der Society for Social Studies of Science mit dem John Desmond Bernal Prize ausgezeichnet.
Ihre Arbeiten wurden vor allem von Émile Durkheim und von ihrem Lehrer Edward E. Evans-Pritchard stark beeinflusst.

## Hauptwerk:Purity and Danger
Douglas’ 1966 veröffentlichte religionsethnologische Abhandlung befasst sich mit kulturspezifischen Vorstellungen von der richtigen Ordnung der Dinge, die meistens mit religiös sanktionierten Konzepten von rein und unrein verbunden sind.
Ihrer Meinung nach ist das Konzept von „Reinheit und Verunreinigungen“ der Kern religiöser Klassifikationen. Douglas’ diesbezügliches Interesse rührt sowohl von früheren religionsethnologischen Diskussionen als auch von ihren eigenen Forschungsergebnissen bei den Lele her. So unterscheiden die Lele zwischen buhonyi (tugendhaftem Verhalten wie Freundlichkeit, Höflichkeit, Schüchternheit, Scham) und hama (körperliche Unreinheit bis hin zu Blut, Exkrementen, Maden, benutzten Kleidern, Geschlechtsverkehr). Die Lele sagen, einen Mann zu beleidigen, sei, als reibe man ihm Exkremente (tebe) ins Gesicht (Douglas 1975: 9-13). Ebenso verabscheuen die Lele Milch und Eier, da diese körperliche Produkte und somit ebenfalls hama sind. Auch viele fleischfressende Tiere, übel riechende Tiere sowie eine Affenart, die sich u. a. vom Saft der Palmen ernährt, werden als hama angesehen und darum nicht gegessen. Dabei geht es nach Douglas nicht um Hygiene, sondern um symbolische Klassifizierungssysteme zur Unterscheidung zwischen
- sauber und schmutzig,
- menschlich und animalisch,
- männlich und weiblich,
- Dorf und Wald,
- flussauf- und flussabwärts etc.

Schmutz ist nach Douglas nichts Absolutes, sondern liegt im Auge des Betrachters. Schmutz verstößt jedoch in jedem Fall gegen eine relative Ordnung, weswegen man versucht, diese Ordnung durch Reinigung oder durch Aufräumen wiederherzustellen. Wo Unordnung empfunden wird, gibt es also auch Vorstellungen von Ordnung und davon, was diese gefährden könnte.
Diese Universalität des von ihr behaupteten Ordnungssystems verdeutlicht Douglas in ihrer Analyse der im 3. Buch Mose festgeschriebenen Reinheitsgebote: Die Reinheit der Tiere wird demnach in erster Linie daran festgemacht, ob sie Paarhufer oder Unpaarhufer, Wiederkäuer oder Nichtwiederkäuer sind. Somit gelten beispielsweise Schweine oder Kamele als unrein und dürfen deswegen nicht verzehrt werden. Douglas klammert in ihrer Arbeit einige Grenzfälle aus und versucht im Weiteren eine Logik in den mosaischen Speisegesetzen aufzudecken.
Demnach kann die Reinheit eines Tieres an seiner Bewegungsform festgemacht werden: Als rein gelten all jene Tiere, die vollständig an eine Bewegung in dem ihnen zugehörigen Element (Luft, Wasser, Erde) angepasst sind. Als unrein gelten diejenigen Tiere, die in ihrer Fortbewegung nicht eindeutig einem Element zugeordnet werden können und damit gegen die klassifikatorische Ordnung verstoßen.
Die von Douglas zugrundegelegte Nahrungsklassifizierung unterscheidet sich komplett von der Ansicht ihres Zeitgenossen Marvin Harris, der davon ausgeht, dass Nahrungstabus einem adaptierten Erhaltungszweck dienen.

### Primärliteratur
- 1950. People of the Lake Nyasa Region. London: Oxford University Press. (veröffentlicht unter ihrem Geburtsnamen Mary Tew).
- 1951. A Form of Polyandry among the Lele of the Kasai. In: Africa 21(1):1-12.
- 1952. Alternate Generations among the Lele of the Kasai. In: Africa 22(1): 59-65.
- 1954. The Lele of Kasai. In: African Worlds, edited by Daryll Forde. Oxford 1954
- 1955. Social and Religious Symbolism of the Lele of the Kasai. In: Zaire 9(4): 385-402.
- 1957. Animals in Lele Religious Symbolism. In: Africa 27(1): 46-58.
- 1960. Blood Debts Among the Lele. In: Journal of Royal Anthropological Institute 90(1): 1-28.
- 1963. The Lele of Kasai. London: Oxford University Press.
- 1966. Purity and Danger: An Analysis of Concepts of Pollution and Taboo. New York: Praeger Publishers. (dt.: Reinheit und Gefährdung. Eine Studie zu Vorstellungen von Verunreinigung und Tabu. Berlin 1985)
- 1968. Pollution. In: International Encyclopedia of the Social Sciences Vol. 12: 336-342.
- 1970. Natural Symbols: Explorations in Cosmology. Harmondsworth: Penguin Books. (dt.: Ritual, Tabu und Körpersymbolik. Sozialanthropologische Studien in Industriegesellschaft und Stammeskultur. Frankfurt am Main 1974)
- 1975. Implicit Meanings: Essays in Anthropology. London: Routledge and Kegan Paul.
- 1987. How Institutions Think. London: Routledge and L. Kegan Paul. (dt.: Wie Institutionen denken. Frankfurt am Main 1991)
- 1993. In the Wilderness. The Doctrine of Defilement in the Book of Numbers. Sheffield 1993.
- 1996. Thought styles. Critical essays on good taste. 1996.
- 1999. Leviticus as Literature. Oxford 1999.

### Sekundärliteratur
- Richard Fardon: Mary Douglas. An Intellectual Biography. London, New York, 1999.
- Richard Fardon: Margaret Mary Douglas, 1921–2007. In: Proceedings of the British Academy. Band 166, 2010, S. 135–158 (thebritishacademy.ac.uk [PDF]).
- Christian F. Feest, Karl-Heinz Kohl (Hrsg.): Hauptwerke der Ethnologie (= Kröners Taschenausgabe. Band 380). Kröner, Stuttgart 2001, ISBN 3-520-38001-3, S. 73–77.
- Hahn, Hans P.: Mary Douglas: Symbolische Anthropologie und die Entdeckung der Konsumkultur. In: Moebius, S. und D. Quadflieg (Hg.): Kultur. Theorien der Gegenwart. 2., erweiterte und aktualisierte Auflage. Wiesbaden: VS Verlag für Sozialwissenschaften, 2010, S. 159–167.
- Dirk Kaesler, Ludgera Vogt (Hrsg.): Hauptwerke der Soziologie (= Kröners Taschenausgabe. Band 396). 2., durchgesehene Auflage. Kröner, Stuttgart 2007, ISBN 978-3-520-39602-0, S. 86–90.
- Jerry D. Moore: Visions of Culture. An Introduction to Anthropological Theories and Theorists. London: Altamira 1997.
- Richards, Paul und Perri 6: Mary Douglas (Anthropology's Ancestors). Oxford: Berghahn, 2023.